# Sydamerikanska mästerskapet i fotboll 1953
Sydamerikanska mästerskapet i fotboll 1953 spelades i Peru och vanns av Paraguay före Brasilien. 
Mästerskapet, som sågs av cirka 850 000 åskådare, spelades i form av en enkelserie där alla mötte alla. De två främsta lagen möttes därefter i en direkt final.
Francisco Molina från Chile vann skytteligan med 8 mål.

## Gruppspel
| Nr | Lag       | S | V | O | F | GM | IM | MS  | P |
| -- | --------- | - | - | - | - | -- | -- | --- | - |
| 1  | Paraguay  | 6 | 3 | 2 | 1 | 11 | 6  | +5  | 8 |
| 2  | Brasilien | 6 | 4 | 0 | 2 | 15 | 6  | +9  | 8 |
| 3  | Uruguay   | 6 | 3 | 1 | 2 | 15 | 6  | +9  | 7 |
| 4  | Chile     | 6 | 3 | 1 | 2 | 10 | 10 | 0   | 7 |
| 5  | Peru      | 6 | 3 | 1 | 2 | 4  | 6  | −2  | 7 |
| 6  | Bolivia   | 6 | 1 | 1 | 4 | 6  | 15 | −9  | 3 |
| 7  | Ecuador   | 6 | 0 | 2 | 4 | 1  | 13 | −12 | 2 |

|  | 22 februari | Bolivia    | 1 – 0   | Peru | Estadio Nacional del Perú, Lima                |                                                |
|  |             | Ugarte 53′ | (0 – 0) |      | Publik: 50 000 Domare: George Rhoden (England) | Publik: 50 000 Domare: George Rhoden (England) |
|  |             |            |         |      | Publik: 50 000 Domare: George Rhoden (England) | Publik: 50 000 Domare: George Rhoden (England) |
|  |             |            |         |      | Publik: 50 000 Domare: George Rhoden (England) | Publik: 50 000 Domare: George Rhoden (England) |

|  | 25 februari | Paraguay                     | 3 – 0   | Chile | Estadio Nacional del Perú, Lima                   |                                                   |
|  |             | Fernández 54′, 75′ Berni 78′ | (0 – 0) |       | Publik: 45 000 Domare: Richard Maddison (England) | Publik: 45 000 Domare: Richard Maddison (England) |
|  |             |                              |         |       | Publik: 45 000 Domare: Richard Maddison (England) | Publik: 45 000 Domare: Richard Maddison (England) |
|  |             |                              |         |       | Publik: 45 000 Domare: Richard Maddison (England) | Publik: 45 000 Domare: Richard Maddison (England) |

|  | 25 februari | Uruguay                  | 2 – 0   | Bolivia | Estadio Nacional del Perú, Lima               |                                               |
|  |             | Puente 11′ C. Romero 88′ | (1 – 0) |         | Publik: 45 000 Domare: Charles Dean (England) | Publik: 45 000 Domare: Charles Dean (England) |
|  |             |                          |         |         | Publik: 45 000 Domare: Charles Dean (England) | Publik: 45 000 Domare: Charles Dean (England) |
|  |             |                          |         |         | Publik: 45 000 Domare: Charles Dean (England) | Publik: 45 000 Domare: Charles Dean (England) |

|  | 28 februari | Peru              | 1 – 0   | Ecuador | Estadio Nacional del Perú, Lima                |                                                |
|  |             | Gómez Sánchez 78′ | (0 – 0) |         | Publik: 50 000 Domare: George Rhoden (England) | Publik: 50 000 Domare: George Rhoden (England) |
|  |             |                   |         |         | Publik: 50 000 Domare: George Rhoden (England) | Publik: 50 000 Domare: George Rhoden (England) |
|  |             |                   |         |         | Publik: 50 000 Domare: George Rhoden (England) | Publik: 50 000 Domare: George Rhoden (England) |

|  | 1 mars | Brasilien                                                    | 8 – 1   | Bolivia           | Estadio Nacional del Perú, Lima                   |                                                   |
|  |        | Julinho 18′, 20′, 42′, 52′ Rodrigues 25′, 44′ Pinga 39′, 60′ | (6 – 0) | Ugarte 73′ (str.) | Publik: 45 000 Domare: Richard Maddison (England) | Publik: 45 000 Domare: Richard Maddison (England) |
|  |        |                                                              |         |                   | Publik: 45 000 Domare: Richard Maddison (England) | Publik: 45 000 Domare: Richard Maddison (England) |
|  |        |                                                              |         |                   | Publik: 45 000 Domare: Richard Maddison (England) | Publik: 45 000 Domare: Richard Maddison (England) |

|  | 1 mars | Chile               | 3 – 2   | Uruguay                | Estadio Nacional del Perú, Lima               |                                               |
|  |        | Molina 5′, 55′, 67′ | (1 – 0) | Morel 70′ Balseiro 81′ | Publik: 45 000 Domare: Charles Dean (England) | Publik: 45 000 Domare: Charles Dean (England) |
|  |        |                     |         |                        | Publik: 45 000 Domare: Charles Dean (England) | Publik: 45 000 Domare: Charles Dean (England) |
|  |        |                     |         |                        | Publik: 45 000 Domare: Charles Dean (England) | Publik: 45 000 Domare: Charles Dean (England) |

|  | 4 mars | Paraguay | 0 – 0   | Ecuador | Estadio Nacional del Perú, Lima                 |                                                 |
|  |        |          | (0 – 0) |         | Publik: 45 000 Domare: Mário Vianna (Brasilien) | Publik: 45 000 Domare: Mário Vianna (Brasilien) |
|  |        |          |         |         | Publik: 45 000 Domare: Mário Vianna (Brasilien) | Publik: 45 000 Domare: Mário Vianna (Brasilien) |
|  |        |          |         |         | Publik: 45 000 Domare: Mário Vianna (Brasilien) | Publik: 45 000 Domare: Mário Vianna (Brasilien) |

|  | 4 mars | Chile | 0 – 0   | Peru | Estadio Nacional del Perú, Lima                   |                                                   |
|  |        |       | (0 – 0) |      | Publik: 45 000 Domare: Richard Maddison (England) | Publik: 45 000 Domare: Richard Maddison (England) |
|  |        |       |         |      | Publik: 45 000 Domare: Richard Maddison (England) | Publik: 45 000 Domare: Richard Maddison (England) |
|  |        |       |         |      | Publik: 45 000 Domare: Richard Maddison (England) | Publik: 45 000 Domare: Richard Maddison (England) |

|  | 8 mars | Bolivia   | 1 – 1   | Ecuador   | Estadio Nacional del Perú, Lima                  |                                                  |
|  |        | Alcón 25′ | (1 – 1) | Guzmán 6′ | Publik: 45 000 Domare: Charles McKenna (England) | Publik: 45 000 Domare: Charles McKenna (England) |
|  |        |           |         |           | Publik: 45 000 Domare: Charles McKenna (England) | Publik: 45 000 Domare: Charles McKenna (England) |
|  |        |           |         |           | Publik: 45 000 Domare: Charles McKenna (England) | Publik: 45 000 Domare: Charles McKenna (England) |

| [ 2 ] | 8 mars | Peru                        | 2 – 2   | Paraguay                | Estadio Nacional del Perú, Lima                   |                                                   |
|       |        | Gómez Sánchez 47′ Terry 53′ | (0 – 1) | Fernández 36′ Berni 77′ | Publik: 45 000 Domare: Richard Maddison (England) | Publik: 45 000 Domare: Richard Maddison (England) |
|       |        |                             |         |                         | Publik: 45 000 Domare: Richard Maddison (England) | Publik: 45 000 Domare: Richard Maddison (England) |
|       |        |                             |         |                         | Publik: 45 000 Domare: Richard Maddison (England) | Publik: 45 000 Domare: Richard Maddison (England) |

|  | 12 mars | Paraguay            | 2 – 2   | Uruguay           | Estadio Nacional del Perú, Lima                |                                                |
|  |         | López 25′ Berni 52′ | (1 – 1) | Balseiro 36′, 55′ | Publik: 35 000 Domare: David Gregory (England) | Publik: 35 000 Domare: David Gregory (England) |
|  |         |                     |         |                   | Publik: 35 000 Domare: David Gregory (England) | Publik: 35 000 Domare: David Gregory (England) |
|  |         |                     |         |                   | Publik: 35 000 Domare: David Gregory (England) | Publik: 35 000 Domare: David Gregory (England) |

|  | 12 mars | Brasilien              | 2 – 0   | Ecuador | Estadio Nacional del Perú, Lima                   |                                                   |
|  |         | Ademir 18′ Cláudio 55′ | (1 – 0) |         | Publik: 35 000 Domare: Richard Maddison (England) | Publik: 35 000 Domare: Richard Maddison (England) |
|  |         |                        |         |         | Publik: 35 000 Domare: Richard Maddison (England) | Publik: 35 000 Domare: Richard Maddison (England) |
|  |         |                        |         |         | Publik: 35 000 Domare: Richard Maddison (England) | Publik: 35 000 Domare: Richard Maddison (England) |

|  | 15 mars | Brasilien    | 1 – 0   | Uruguay | Estadio Nacional del Perú, Lima                  |                                                  |
|  |         | Ipojucan 87′ | (0 – 0) |         | Publik: 45 000 Domare: Charles McKenna (England) | Publik: 45 000 Domare: Charles McKenna (England) |
|  |         |              |         |         | Publik: 45 000 Domare: Charles McKenna (England) | Publik: 45 000 Domare: Charles McKenna (England) |
|  |         |              |         |         | Publik: 45 000 Domare: Charles McKenna (England) | Publik: 45 000 Domare: Charles McKenna (England) |

|  | 16 mars | Paraguay             | 2 – 1   | Bolivia    | Estadio Nacional del Perú, Lima                |                                                |
|  |         | Romero 17′ Berni 22′ | (2 – 0) | Santos 76′ | Publik: 15 000 Domare: David Gregory (England) | Publik: 15 000 Domare: David Gregory (England) |
|  |         |                      |         |            | Publik: 15 000 Domare: David Gregory (England) | Publik: 15 000 Domare: David Gregory (England) |
|  |         |                      |         |            | Publik: 15 000 Domare: David Gregory (England) | Publik: 15 000 Domare: David Gregory (England) |

|  | 19 mars | Chile                         | 3 – 0   | Ecuador | Estadio Nacional del Perú, Lima                   |                                                   |
|  |         | Molina 33′, 47′ Cremaschi 70′ | (1 – 0) |         | Publik: 55 000 Domare: Richard Maddison (England) | Publik: 55 000 Domare: Richard Maddison (England) |
|  |         |                               |         |         | Publik: 55 000 Domare: Richard Maddison (England) | Publik: 55 000 Domare: Richard Maddison (England) |
|  |         |                               |         |         | Publik: 55 000 Domare: Richard Maddison (England) | Publik: 55 000 Domare: Richard Maddison (England) |

|  | 19 mars | Peru          | 1 – 0   | Brasilien | Estadio Nacional del Perú, Lima                  |                                                  |
|  |         | Navarrete 51′ | (0 – 0) |           | Publik: 55 000 Domare: Charles McKenna (England) | Publik: 55 000 Domare: Charles McKenna (England) |
|  |         |               |         |           | Publik: 55 000 Domare: Charles McKenna (England) | Publik: 55 000 Domare: Charles McKenna (England) |
|  |         |               |         |           | Publik: 55 000 Domare: Charles McKenna (England) | Publik: 55 000 Domare: Charles McKenna (England) |

|  | 23 mars | Brasilien                           | 3 – 2   | Chile           | Estadio Nacional del Perú, Lima                   |                                                   |
|  |         | Julinho 1′ Zizinho 53′ Baltazar 70′ | (1 – 0) | Molina 62′, 76′ | Publik: 35 000 Domare: Richard Maddison (England) | Publik: 35 000 Domare: Richard Maddison (England) |
|  |         |                                     |         |                 | Publik: 35 000 Domare: Richard Maddison (England) | Publik: 35 000 Domare: Richard Maddison (England) |
|  |         |                                     |         |                 | Publik: 35 000 Domare: Richard Maddison (England) | Publik: 35 000 Domare: Richard Maddison (England) |

|  | 23 mars | Uruguay                                                               | 6 – 0   | Ecuador | Estadio Nacional del Perú, Lima                |                                                |
|  |         | Méndez 12′ Puente 51′ Peláez 58′ Morel 60′ C. Romero 86′ Balseiro 88′ | (1 – 0) |         | Publik: 35 000 Domare: David Gregory (England) | Publik: 35 000 Domare: David Gregory (England) |
|  |         |                                                                       |         |         | Publik: 35 000 Domare: David Gregory (England) | Publik: 35 000 Domare: David Gregory (England) |
|  |         |                                                                       |         |         | Publik: 35 000 Domare: David Gregory (England) | Publik: 35 000 Domare: David Gregory (England) |

|  | 27 mars | Paraguay           | 2 – 1   | Brasilien         | Estadio Nacional del Perú, Lima               |                                               |
|  |         | López 49′ León 89′ | (0 – 1) | Nílton Santos 12′ | Publik: 35 000 Domare: Charles Dean (England) | Publik: 35 000 Domare: Charles Dean (England) |
|  |         |                    |         |                   | Publik: 35 000 Domare: Charles Dean (England) | Publik: 35 000 Domare: Charles Dean (England) |
|  |         |                    |         |                   | Publik: 35 000 Domare: Charles Dean (England) | Publik: 35 000 Domare: Charles Dean (England) |

| [ 4 ] | 28 mars | Chile                         | 2 – 2   | Bolivia              | Estadio Nacional del Perú, Lima                   |                                                   |
|       |         | Meléndez 28′ Díaz Carmona 52′ | (1 – 1) | Santos 15′ Alcón 49′ | Publik: 45 000 Domare: Richard Maddison (England) | Publik: 45 000 Domare: Richard Maddison (England) |
|       |         |                               |         |                      | Publik: 45 000 Domare: Richard Maddison (England) | Publik: 45 000 Domare: Richard Maddison (England) |
|       |         |                               |         |                      | Publik: 45 000 Domare: Richard Maddison (England) | Publik: 45 000 Domare: Richard Maddison (England) |

|  | 28 mars | Uruguay                       | 3 – 0   | Peru | Estadio Nacional del Perú, Lima                 |                                                 |
|  |         | Peláez 23′, 57′ C. Romero 71′ | (1 – 0) |      | Publik: 45 000 Domare: Mário Vianna (Brasilien) | Publik: 45 000 Domare: Mário Vianna (Brasilien) |
|  |         |                               |         |      | Publik: 45 000 Domare: Mário Vianna (Brasilien) | Publik: 45 000 Domare: Mário Vianna (Brasilien) |
|  |         |                               |         |      | Publik: 45 000 Domare: Mário Vianna (Brasilien) | Publik: 45 000 Domare: Mário Vianna (Brasilien) |

### Playoff
|  | 1 april | Paraguay                            | 3 – 2   | Brasilien         | Estadio Nacional del Perú, Lima               |                                               |
|  |         | López 14′ Gavilán 17′ Fernández 41′ | (3 – 0) | Baltazar 56′, 65′ | Publik: 35 000 Domare: Charles Dean (England) | Publik: 35 000 Domare: Charles Dean (England) |
|  |         |                                     |         |                   | Publik: 35 000 Domare: Charles Dean (England) | Publik: 35 000 Domare: Charles Dean (England) |
|  |         |                                     |         |                   | Publik: 35 000 Domare: Charles Dean (England) | Publik: 35 000 Domare: Charles Dean (England) |

### Fotnoter
1. Peru tilldömdes segern på grund av osportsligt framträdande från Paraguay.
2. ↑  Peru tilldömdes segern på grund av osportsligt framträdande från Paraguay.
3. Match avbruten efter 66 minuter. Chile tilldömdes segern.
4. ↑  Match avbruten efter 66 minuter. Chile tilldömdes segern.